# Рудзінець (гміна)
Гміна Рудзінець (пол. Gmina Rudziniec) — сільська гміна у південній Польщі. Належить до Гливицького повіту Сілезького воєводства.
Станом на 31 грудня 2011 у гміні проживало 10590 осіб.

## Територія
Згідно з даними за 2007 рік площа гміни становила 160,39 км², у тому числі:
- орні землі: 47,00%
- ліси: 40,00%

Таким чином, площа гміни становить 24,18% площі повіту.

## Населення
Станом на 31 грудня 2011:
| Опис     | Загалом | Загалом | Чоловіки | Чоловіки | Жінки | Жінки |
| -------- | ------- | ------- | -------- | -------- | ----- | ----- |
| одиниця  | осіб    | %       | осіб     | %        | осіб  | %     |
| все      | 10590   | 100     | 5189     | 49,00    | 5401  | 51,00 |
| міське   | 0       | 100     | 0        |          | 0     |       |
| сільське | 10590   | 100     | 5189     | 49,00    | 5401  | 51,00 |

## Сусідні гміни
Гміна Рудзінець межує з такими гмінами: Берава, Кендзежин-Козьле, Писковиці, Тошек, Уязд.